# Franciscus van Osch
Franciscus van Osch (Eindhoven, 14 april 1754 - aldaar, 27 april 1818) was een Nederlandse goud- en zilversmid. In 1800 en 1801 was hij tevens burgemeester van Eindhoven.  
Van Osch werd geboren als zoon van burgemeester Adriaan van Osch en Maria Elisabeth Boogaers. Hij overleed ongehuwd. 